# Pontefract
Pontefract is een historische stad in West Yorkshire, Engeland. Het is een van de vijf steden die deel uitmaken van de het bestuurlijke gebied City of Wakefield. In 2011 telde Pontefract 30.881 inwoners.

## Geschiedenis
- In 2007 werden neolithische resten ontdekt.
- De huidige stad bevindt zich op het tracé van de Romeinse "Roman Ridge", een baan van Doncaster naar York.
- Tijdens de Anglo-Scandinavische tijd (954-1068) bestond Pontefract uit twee gemeenten, genaamd Tanshelf en Kirkby.
- Tanshelf groeide uit tot het huidige Pontefract, en Kirkby was er een deel van.
- Na 1066 werd Pontefract eigendom van Normandische volgers van Willem de Veroveraar. Een van hen was Ilbert de Lacy, die er een fort bouwde. Zijn nazaten bleven feodale barons van Tanshelf tot aan de dood van Alice de Lacy in 1348.
- King Richard II van Engeland werd vermoord in het fort van Pontefract. Het dorp Wentbridge en de stad Pontefract spelen een essentiële rol in de legende van Robin Hood, daar de activiteiten van de outlaws plaats vonden in de bossen rondom.
- In de tijd van koningin Elisabeth I en van de Tudors stond Pontefract bekend onder de naam Pomfret.
- Tijdens de Engelse Burgeroorlog werd het slot van Pontefract belegerd door Oliver Cromwell. Na driemaal na elkaar een belegering te hebben doorstaan, was Pontefract verarmd en ontvolkt. In 1649, na de derde belegering, vroegen de bewoners aan het parlement om het fort af te breken. De ruïnes zijn nog altijd aanwezig.
- Pontefract is sinds de middeleeuwen een marktplaats. Op woensdag en zaterdag wordt nog steeds markt gehouden.